# 운코인

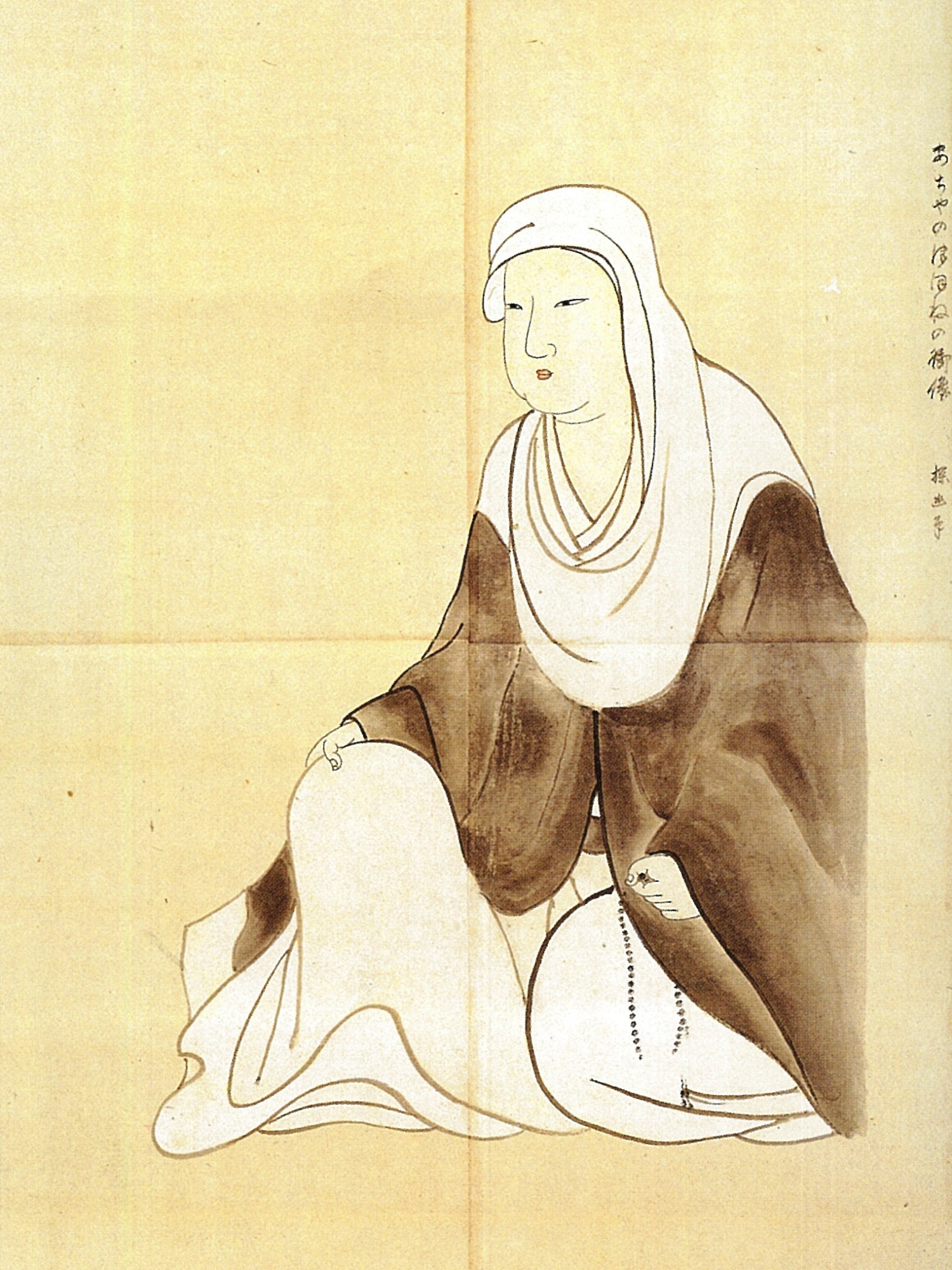
운코인 초상화 (도쿠가와 기념재단 소장)

운코인(일본어: 雲光院 うんこういん[*], 고지 원년 2월 13일 (1555년 3월 16일) - 간에이 14년 1월 22일 (1637년 2월 16일))은 센고쿠 시대부터 에도시대 전기에 걸쳐 살은 여성이다. 도쿠가와 이에야스의 측실이다. 이름은 스와(須和), 호칭으로는 아차노쓰보네(阿茶局), 운코인(雲光院), 민부노쿄(民部卿), 이치이노쓰보네(一位局), 이치이니(一位尼)이다. 아버지는 이이다 나오마사 (히사에몬, 지쿠고노카미로도 불림). 친자식으로는 간오 모리요, 간오 모리시게가 있고, 양자로는 간오 모토카쓰, 기쿠히메가 있다.

## 약력
아버지 이이다 나오마사는 카이 타케다가의 가신이었다. 이마가와가의 가신이자 주군 가문이 몰락한 후, 이치조 노부타쓰에 속한 단오 다다시게에게 시집가, 2남 (모리요, 모리시게)를 낳았지만, 덴쇼 5년 (1577년) 7월, 타다시게가 사망했다.
그 후, 덴쇼 7년 (1579년)에 이에야스의 부름을 받았다. 전장에서도 여러 번 이에야스를 모셨고, 코마키ㆍ나가쿠테 전투의 진 안에서 한번 회임하고, 유산하였다. 덴쇼 17년 (1589년), 사망한 사이고노쓰보네 대신, 도쿠가와 히데타다와 마츠다이라 타다요시를 양육하였으며, 장남 모리요도 히데타다의 측근시종으로 모셨다.
지혜가 뛰어나고, 오쿠의 모든 일을 이에야스로부터 맡았으며, 게이초 16년 (1611년)에 도쿠가와 요시나오가 포창을 앓았을 때, 이에야스가 그 증상이 가볍다는 것을 전하는 자필 서상의 행선지에는 친모 카메노카타 이외에 아챠노츠보네의 이름도 있다. 또, 게이초 19년 (1614년)의 오사카 겨울의 진에서는 죠코인이나 오오쿠라쿄노츠보네와 회견해 화의 성립에 진력을 다했다.
이에야스 사후, 에도로 옮겨 타케하시에 저택과 300석의 화장료가 주어졌다 (나중에 칸다 카마쿠라쵸로 이전). 운코인이라 칭하였으나, 삭발은 하지 않고, 히데타다 사후에 정식으로 삭발하였다고도 한다. 겐나 6년 (1620년)에 도쿠가와 마사코 입내 때 어머니 대신 모리야쿠를 맡은 공에 의해 고미즈노오 천황으로부터 종1위를 받아, 이치이노츠보네(一位局), 이치노니(一位尼)라고 칭하게 되었다.
간에이 7년 (1630년), 히데타다ㆍ이에미츠 상락 시에 봉공했다. 간에이 14년 (1637년), 83세의 나이로 사망해 운코인 (도쿄도 코토구 미요시)에 묻혔다. 계명은 雲光院殿従一位尼公正誉周栄大姉이다.

## 가계
- 할아버지 : 이이다 치쿠고노카미
- 아버지 : 이이다 나오마사
- 동생 : 이이다 마타자에몬
- 양자 : 키쿠히메
- 양자 : 칸오 모토카츠
- 아들 : 칸오 모리요
- 아들 : 칸오 모리시게

## 운코인이 등장하는 작품
| 년도 | 방송사        | 제목                           | 배우              | 비고 |
| ---- | ------------- | ------------------------------ | ----------------- | ---- |
| 1966 | TBS드라마     | 사나다 유키무라                | 호소카와 치카코   |      |
| 1979 | 토에이        | 사나다 유키무라의 모략         | 카메이 미츠요     |      |
| 1981 | TBS드라마     | 세키가하라                     | 쿄즈카 마사코     |      |
| 1981 | NHK대하드라마 | 여자 태합기                    | 시노 히로코       |      |
| 1983 | NHK대하드라마 | 도쿠가와 이에야스              | 카미무라 쿄코     |      |
| 1983 | 칸사이테레비  | 오오쿠 (1983년)                | 츠시마 케이코     |      |
| 1985 | NHK           | 사나다 태평기                  | 산죠 미키         |      |
| 1989 | NHK대하드라마 | 카스가노츠보네                 | 와다 이쿠코       |      |
| 2000 | NHK대하드라마 | 아오이 도쿠가와 삼대           | 미츠바야시 쿄코   |      |
| 2003 | NHK대하드라마 | 무사시 MUSASHI                 | 이즈미 아키코     |      |
| 2004 | 후지테레비    | 오오쿠~제1장~                  | 우츠노미야 마사요 |      |
| 2006 | 니혼테레비    | 센고쿠 자위대ㆍ세키가하라 전투 | 오기노메 케이코   |      |
| 2011 | NHK대하드라마 | 고우~공주들의 전국~            | 야마노 우미       |      |
| 2014 | 테레비도쿄    | 카게무샤 도쿠가와 이에야스     | 슈 카             |      |
| 2016 | NHK대하드라마 | 사나다마루                     | 사이토 유키       |      |
| 2017 | 토호          | 세키가하라                     | 이토 아유미       | 영화 |